# Dziewczyna Super
Dziewczyna Super – seria książek autorstwa Cecily von Ziegesar. Opowiadają o Jenny Humphrey (znanej z innej książki Cecily von Ziegesar "Plotkara"), która po wyrzuceniu z ekskluzywnej szkoły Constance Billard rozpoczyna naukę w szkole z internatem Waverly, gdzie chodzą bogate, rozpuszczone i nastawione na całoroczną zabawę dzieciaki. Jenny chce diametralnie zmienić swoje życie i stać się jedną z najpopularniejszych dziewczyn w szkole.
Autorka przyznała, że cała ta seria, w przeciwieństwie do reszty jej książek, była pisana przez wynajętego pisarza, a ona sama do jej tworzenia przyczyniła się tylko doradzając autorowi i użyczając swojego nazwiska. W Polsce ukazało się jak na razie osiem części, wszystkie nakładem wydawnictwa Amber.

## Części noweli
- Dziewczyna Super (2005)
- Dziewczyna Super: Kolejna odsłona (2006)
- Dziewczyna Super: Niepokorna (2006)
- Dziewczyna Super: Bez przebaczenia (czerwiec 2007)
- Dziewczyna Super: Szczęściara (listopad 2007)
- Dziewczyna Super: Pokusa (czerwiec 2008)
- Dziewczyna Super: Żenada (listopad 2008)
- Dziewczyna Super: Idolka (czerwiec 2009)